# Albany Park Library
Pour les articles homonymes, voir Albany Park.

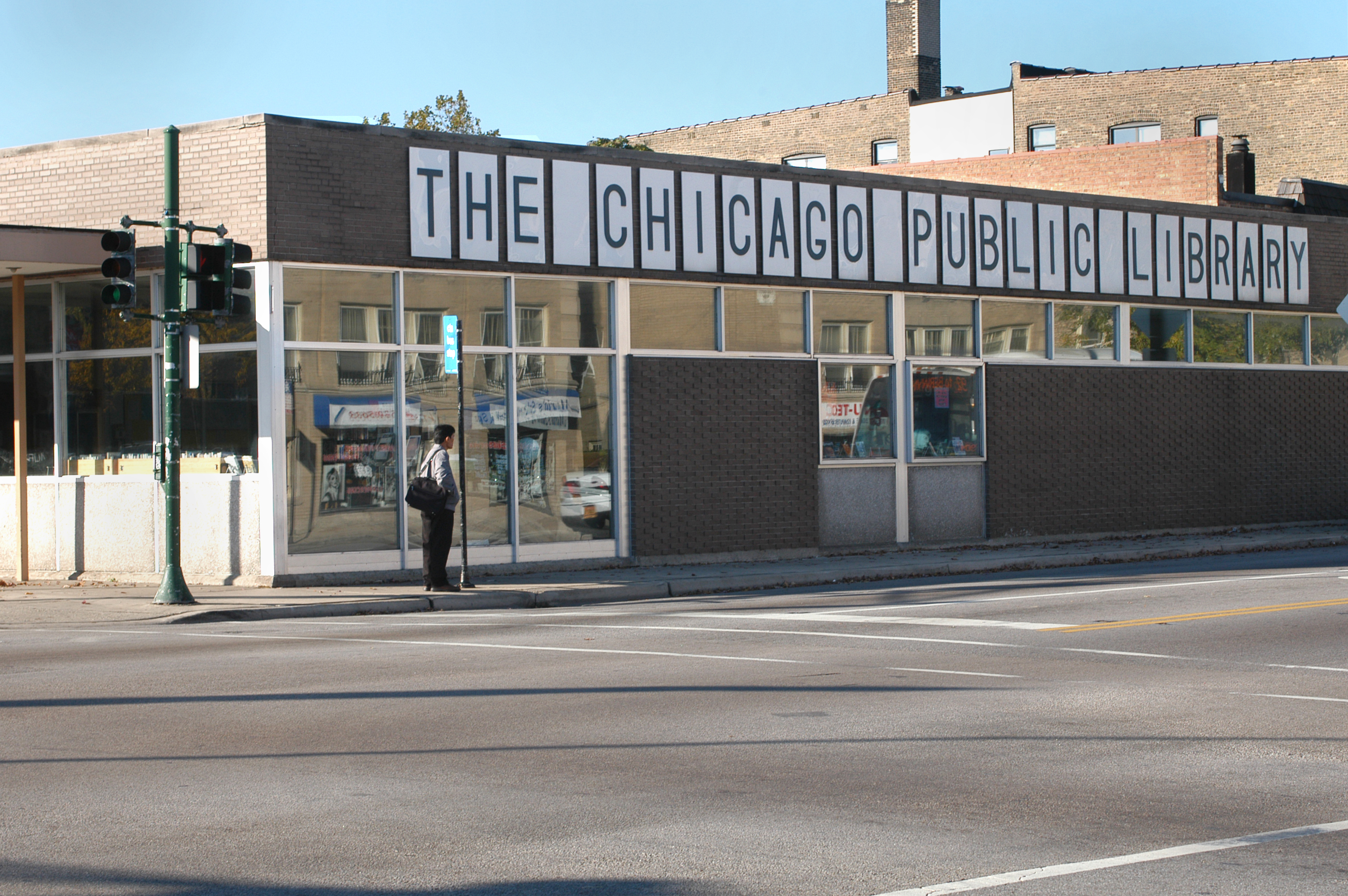
La bibliothèque d'Albany Park.

Albany Park Library est une bibliothèque municipale située au 3401 West Foster Ave. dans le secteur de North Park à Chicago. Elle dépend du vaste réseau de bibliothèques publiques administré par le Chicago Public Library (CPL). Ouverte en 1963, elle possède une grande collection de livres attrait aux cultures européennes et asiatiques ainsi qu'une large documentation en langues espagnole et coréenne.